# کریزوتیل
کریزوتیل  (به انگلیسی: Chrysotile) یا آزبست سفید با فرمول شیمیایی Mg6[(OH)8 - Si4O10] از مجموعه کانی هاست و دارای لومینسانس کرم رنگ در امواج بلند است-در اسید HCl حل می‌شود و یک اسکلت رشته‌ای از SiO۲ بجا می‌گذارد. از کلمات یونانی Khrusos به معنای طلا و tilos به معنای الیاف و رشته گرفته شده‌است. حل شونده در HCl , H2SO۴ - در اسید HCl حل می‌شود و یک اسکلت رشته‌ای از SiO۲ بجا می‌گذارد. برای اولین بار در چک اسلواکی کشف شد و از نظر شکل بلور: الیافی یا رشته ای، رنگ: خاکستری - آبی خاکستری - زرد - زرد سبز، شفافیت: نیمه شفاف، جلا: ابریشمی، سیستم تبلور: مونوکلینیک و در رده‌بندی سیلیکات است و منشأ تشکیل آن هیدروترمال- اولترابازیک است.
همایند کانی‌شناسی (پارانژ) آن - سرپانتین- ترمولیت- الیوین است
، از نظر ژیزمان اگرگات - الیافی فراوان است و بیشتر در ایتالیا، چک اسلواکی، روسیه، کانادا، زیمبابوه، آفریقای جنوبی یافت می‌شود.